# Sint-Jansmolen (Menen)
De Sint-Jansmolen is een voormalige watermolen in de West-Vlaamse stad Menen, gelegen aan Fabiolalaan 68.
Deze onderslagmolen fungeerde als korenmolen en oliemolen.

## Geschiedenis
Reeds voor het jaar 1400 stond op deze plek een watermolen. In de 16e en 17e eeuw vond herbouw van het molenhuis plaats. Tot 1788 was de molen in bezit van de overheid, daarna werd hij particulier bezit. De eigenaar voerde in 1789 ingrijpende verbouwingswerkzaamheden uit. Ook in 1886 werd het gebouw nog vergroot.
In 1893 vond een ernstig ongeval plaats, waarbij een molenaarsknecht vier vingers verloor.
In 1896 werd een stoommachine aangeschaft, en hiermee nam de productiviteit sterk toe. Het werd een van de grootste molens in de streek en bezat vijf kollergangen. Niet lang na 1900 werd het waterrad stilgelegd en ging men over op dieselaandrijving. Vooral lijnolie werd geproduceerd. Na de Tweede Wereldoorlog werd het bedrijf gestaakt en werd de inventaris verwijderd. Het gebouw werd bestemd tot woning en daarna werd het een parkeergebouw.
Het huidige gebouw is voornamelijk 18e-eeuws.
- Inventaris van het Bouwkundig Erfgoed (Vlaanderen): 55739